# TUARON
TUARON es una empresa mundial de búsqueda de talentos, modelos y deportistas, así como un sello discográfico y una editorial con sede en Letonia. La empresa se estableció por primera vez en Ucrania en 2004 y está considerada como un actor influyente en el negocio de las agencias de talentos, gestionando numerosos clientes. TUARON ofrece soluciones personalizadas para artistas, modelos, deportistas, personas influyentes y diversos talentos que necesitan una gestión profesional para crear y desarrollar sus carreras.

## Historia
El sello musical TUARON se fundó en junio de 2004. El objetivo del sello era apoyar a músicos con talento. La empresa gestiona, publica y distribuye álbumes de artistas letones y extranjeros de diversos géneros musicales.
El nombre de la empresa ha cambiado a lo largo de los años: Tuaron Music, Tuaron Management o Tuaron. En 2018, Tuaron cambió el nombre de su marca. El sello TUARON recibió un nuevo concepto de trabajo con artistas y una marca registrada con mayúsculas.
Además de la edición musical, el sello también gestiona los derechos de autor y derechos relacionados a través de la sociedad internacional sueca de compositores STIM (Svenska Tonsättares Internationella Musikbyrå). El distribuidor es la empresa estadounidense Symphonic Distribution.
En su fase inicial, el catálogo se basaba en lanzamientos de artistas con los que Anton Sova colaboró en el momento de la fundación del sello: los cantantes Artur Bosso, Andrew Boldar y Alex Luna, el artista de hip-hop Kal1br y los artistas letones Giacomo y Andrey Klad.
El primer lanzamiento del sello, el 12 de febrero de 2012, fue un sencillo del cantante Artur Bosso, ambientado con la música del grupo musical sueco BWO (Bodies Without Organs), de la canción "Sunshine In The Rain" con letra original "Amsterdam". Tras la firma de los contratos con los cantantes Alex Luna y Andrew Boldar, el catálogo se amplió para incluir sus singles de debut "Hands to the heavens" y "Not together".

## Discografía
- 2012 - Artur Bosso - Amsterdam
- 2012 - Giacomo - I am a slave of love
- 2012 - Giacomo - Memory. Memoirs
- 2012 - Giacomo & Chehonte - Day. Year. Infinity
- 2016 - Kal1br feat. Anubis - Up
- 2016 - Alex Luna - Hands to the heavens
- 2016 - Kal1br - Time
- 2016 - Andrew Boldar - So many falsehoods
- 2016 - Andrey Klad - To be one
- 2017 - Andrew Boldar - Not together

## Filmografía
- 2021 - Dios Perdonara